# No te ví
"'No te ví"' es una canción de la cantante mexicana Thalía producida por el artista Dominicano de música urbana Maffio. La canción fue anunciada como el séptimo y último sencillo del decimoquinto álbum de estudio de ella, Desamorfosis (2020).

## Vídeo musical
Fue lanzado en su canal/cuenta en YouTube un día después del lanzamiento oficial de la canción en la plataformas musicales de streaming, Cabe señalar que el video es considerado como "Lyric Video" y no un video oficial con gran presupuesto. En el se muestra a la cantante vestida de animal print y bailando detrás de varios fondos de colores claros, el vídeo obtuvo alrededor de más 125 mil vistas y decenas de likes.

## Posicionamiento en listas

### Listas semanales
| Listas (2021)                             | Posición máxima |
| ----------------------------------------- | --------------- |
| Estados Unidos (Billboard Hot 100)        | 64              |
| Estados Unidos (Latin Airplay)            | 23              |
| México (Spotify Charts)                   | 135             |
| México (Top 100 Digital)                  | 72              |
| República Dominicana Pop (Monitor Latino) | 16              |
| Puerto Rico Pop (Monitor Latino)          | 18              |
| Venezuela (Top 100 Digital)               | 86              |

## Historial de lanzamiento
| Región | Fecha                 | Formato                     | Discográfica      | Ref.  |
| ------ | --------------------- | --------------------------- | ----------------- | ----- |
| México | 15 de octubre de 2021 | Descarga digital, Streaming | Sony Music Latino | [ 7 ] |